# Ololygon albicans
Espèce
Synonymes
- Hyla albicans Bokermann, 1967
- Scinax albicans (Bokermann, 1967)
- Hyla catharinae opalina Lutz, 1968
- Scinax opalinus (Lutz, 1968)

Statut de conservation UICN

 LC  : Préoccupation mineure
Ololygon albicans est une espèce d'amphibiens de la famille des Hylidae.

## Répartition
Cette espèce est endémique de l'État de Rio de Janeiro au Brésil. Elle se rencontre à environ 1 200 m d'altitude dans la Serra do Mar,.

## Description
Les mâles mesurent de 26,6 à 32,0 mm et les femelles de 39,0 à 43,8 mm.

## Publication originale
- Bokermann, 1967 : Dos nuevos especies de Hyla del grupo catharinae (Amphibia, Hylidae). Neotropica, vol. 13, no 4, p. 61-66.